# برنو هوبشمید
برنو هوبشمید (انگلیسی: Bruno Hubschmid؛ زادهٔ ۷ مارس ۱۹۵۰) دوچرخه‌سوار اهل سوئیس است.